# Binson Echorec
Binson Echorec — эхо-машина, производства итальянской компании (Милан) Binson, одного из пионеров в этой области. В отличие от большинства других аналоговых эхо-машин, в Binson использовались магнитные барабаны вместо аудиоленты.
После успешного использования эхо-машины Meazzi (ит.) Echomatic, за счёт которой было создано его фирменное звучание, гитарист Хэнк Марвин из группы The Shadows перешёл на приборы компании Binson. Он экспериментировал с различными эхо-эффектами этой фирмы во время записи своего нового материала, а также во время концертных выступлений — большую часть второй половины 1960-х — сочетая их с усилителем Vox AC30 и гитарами фирмы Burns London. Марвин продолжал использовать Binson до 1980 года, после чего переключился на эхо-аппаратуру Roland RE-201.
Приборы фирмы Binson активно использовались первым фронтменом группы Pink Floyd Сидом Барреттом, а также гитаристом Дэвидом Гилмором и клавишником Ричардом Райтом. Классический эхо-эффект Binson можно услышать в таких песнях, как «Interstellar Overdrive», «Astronomy Domine», «Shine On You Crazy Diamond» и «Time». Джимми Пейдж из Led Zeppelin использовал аппаратуру Binson во время записи ударных для композиции «When the Levee Breaks» из альбома Led Zeppelin IV. Помимо этого, эхо-эффекты компании использовались группами Hawkwind и Tarantula Hawk, а также Джоном Кортни из британской нью-прогрессив коллектива Pure Reason Revolution, активно экспериментирующего с Binson в настоящее время. Помимо этого, эхо-эффекты Binson обрели известность благодаря влиятельной песне «Bela Lugosi’s Dead» готик-группы Bauhaus.
В 23-минутной песне Pink Floyd «Echoes» Роджер Уотерс использовал Binson Echorec, чтобы создать жуткие завывания ветра, звучащие во время первой интерлюдии (10:40-15:02 на студийных записях); он создавал вибрации струн при помощи слайда и пропускал получившийся звук через Echorec. Впоследствии Уотерс воспроизводил это звучание во время живых выступлений группы. Песня «One of These Days», написанная в тот же период, что и «Echoes», также имеет значительное влияние Binson на басовую партию, которая звучит на протяжении всей композиции. Прибор Binson Echorec был неотъемлемой частью звучания ранних Pink Floyd, пока музыканты не перешли на синтезатор VCS 3 в 1972 году. В 2017 году прибор «Binson Echorec Baby» группы Pink Floyd был выставлен в Музее Виктории и Альберта в рамках выставки Their Mortal Remains.